# رانيا العباسي
رانيا العباسي (20 يناير 1970-) هي طبيبة أسنان وبطلة سورية في الشطرنج. اختفت قسرًا على يد المخابرات العسكرية السورية البعثية مع زوجها عبد الرحمن ياسين وأطفالهما الستة عام 2013. لم يُبلّغ عنهم أي اتصال أو معلومات منذ اختفائهم.

## سيرتها
ولدت رانيا في دمشق في 20 يناير 1970 لعائلة سنية. باعتبارها لاعبة شطرنج شاركت وفازت بالعديد من البطولات والأولمبياد الوطنية والدولية. جلب لها تألقها في الشطرنج تغطية إعلامية. كان والدها سجينًا في سجن تدمر سيئ السمعة بعد اتهام مزعوم بانتقاد الحكومة، وفقًا لعائلتها. بعد المشاركة في بطولة العرب للشطرنج في عمان، التقى بها باسل الأسد، الابن الأكبر للرئيس السوري السابق حافظ الأسد، شخصيًا. كانت تحمل قطعة من الورق عليها اسم والدها، حاولت تسليمه الورقة في محاولة للتوسط لإطلاق سراحه. منعتها قوات الأمن المحيطة بباسل الأسد، وطلبت منها فقط تحيته والابتعاد.
في عام 1995، هاجرت العائلة إلى المملكة العربية السعودية. عملت رانيا في عيادة بالرياض. عام2006، عادت رانيا إلى دمشق لتفتتح عيادتها الخاصة في مشروع دمر.

## اختفاءها
في عام 2011، بدأت مظاهرات صغيرة ضد النظام البعثي تحولت إلى احتجاجات واسعة النطاق على مستوى البلاد. قُسِّمت دمشق، عاصمة سوريا، بين أربع وكالات أمنية: إدارة المخابرات الجوية، وإدارة المخابرات العسكرية، وإدارة الأمن السياسي، وجهاز مباحث أمن الدولة. في وقت لاحق، تم تكليف قوات الدفاع الوطني شبه العسكرية والعديد من القوات البعثية الأخرى. كُلِّف الفرع 215 بمراقبة منطقة مشروع دمر، وهي منطقة يعيش فيها وزراء مهمون من النظام والحكومة.
بعد اندلاع الثورة في حمص، نزح آلاف المدنيين داخليًا إلى المدن المجاورة. في تلك الفترة، بدأت رانيا بعلاج أطفال عائلة من حي الخالدية بحمص. تعرفت رانيا على وفاء الأيوبي، بعد أن أصبحت طبيبة أطفالها. التقى زوج رانيا، عبد الرحمن ياسين، بابن العائلة، محمد، الذي كان يبلغ من العمر 18 إلى 19 عامًا آنذاك. عندما علم أنهم نازحون وأنهم يعانون من ضائقة مالية، أعطاه 10000 ليرة سورية (حوالي 100 دولار أمريكي آنذاك) نظرًا لتعاطف الكثير من السوريين مع أهالي حمص. أصبحوا أصدقاء وبدأوا بالزيارة.
فشلت محاولات عائلة الأيوبي لتجديد "دفتر خدمة العلم" لابنهم. كان عبوره للحواجز العسكرية بدون هذه الوثيقة أمرًا بالغ الخطورة. علق في منزله ولم يستطع الذهاب إلى أي مكان. في إحدى المرات، غادر المنزل ولم يعد. أُلقي القبض عليه عند إحدى حواجز الجيش، وتحت وطأة التعذيب الشديد، ذكر معلومات عن المبلغ الزهيد الذي حصل عليه من عبد الرحمن. بعد عدة أيام، وفي الصباح الباكر، طرق مسلحون باب منزل عائلة الأيوبي بالقوة. رأت وفاء ابنها محمد، والدم يسيل من أذنيه، وشعره منسدل عن رأسه، وضمادة سوداء على عينيه. عندما أزال المسلحون الضمادة، لم يُبدِ أي انفعال أو رد فعل، واكتفى بالتمتم: "نعم سيدي"، وفقًا لوفاء الأيوبي. ركضت لاحتضانه، لكنها تلقت الضرب والشتائم.
في 9 مارس/آذار 2013، أُلقي القبض على عبد الرحمن ياسين أمام أطفاله الصغار. وأثناء اعتقاله، قال لرانيا: "هؤلاء رجال أمن، ولا يخشون الله، فاتبعوا أوامرهم".
بعد اعتقال زوجها، قررت رانيا البقاء في منزلها مع أطفالها، حيث لم يكن لديها ما تخشاه. كانت غير سياسية ولم تشارك في أي مظاهرات ضد الحكومة. لكنها كانت خائفة للغاية ومرعوبة على زوجها. في 10 مارس، أرسلت أطفالها إلى المدرسة، حيث لم يكن لديها سبب لعدم القيام بذلك. كان لدى رانيا الكثير من الأماكن للهجرة إليها، مثل عائلتها في المملكة العربية السعودية، لكنها اختارت البقاء. في اليوم التالي، 11 مارس 2013، زارتها مجدولين القاضي، مساعدة رانيا في العيادة، لتعزيتها، مليئة بالأمل في عودة عبد الرحمن في أي لحظة. في نفس اليوم، انقطعت جميع الاتصالات بين رانيا وعائلتها، ولم يسمع عنهم أي شيء لعدة أيام حتى اتصل أحد الجيران بحسن العباسي، شقيق رانيا، وأخبره بالمأساة. تم القبض عليها مع أطفالها الستة ومساعدتها ليختفوا خلف قضبان السجن.

## بعد اعتقالها
حاولت العائلة الحصول على معلومات عن رانيا، إذ كانت رشوة عناصر الأمن والحراس إحدى الطرق الوحيدة للحصول على المعلومات، لكنها أدركت أن ذلك كان مضيعة للمال. ولا تزال المعلومات غير الرسمية التي سعت العائلة للحصول عليها غير قاطعة، على الرغم من وجود شائعات تفيد بأن رانيا ربما كانت محتجزة في فرعي المخابرات العسكرية 215 و284، وأنها في حالة صحية سيئة.
كان اعتقال الأطفال العنصر الأكثر مأساوية في قصة رانيا. عند اعتقالهم، كانت ديما، وانتصار، ونجاح، وعلاء، وأحمد، وليان، تبلغ أعمارهم 14،13، 11، 8، 6، وسنتين على التوالي. أبقت قوات الأمن عملية الاعتقال طي الكتمان؛ وحتى الآن، لم يصدر أي بيان رسمي عن مكان احتجازهم أو حتى اعتراف باختطافهم. كل ما تبقى لعائلتها المفجوعة هو سؤال المعتقلين السابقين الذين نجوا من تلك المأساة عن أي أثر لهم.

## الجهود الدولية
انطلقت جهود دولية عديدة للعثور على رانيا.
- أرسلت منظمة العفو الدولية رسائل مباشرة إلى بشار الأسد وغيره من كبار المسؤولين مطالبة بالكشف عن مصيرهم.
- طرح يحيى العريضي، المتحدث باسم هيئة التفاوض السورية، قصة رانيا في نقاش قمة أستانا عام 2017، طالبًا من رئيس الوفد الروسي ألكسندر لافرينتييف التدخل لصالحه. ولم ينتهِ الحوار إلا بتلقيه وعودًا بشأن هذه القضية، وبزيارته دمشق والتحدث مع الأسد شخصيًا بشأنها. بعد أيام، عندما التقى يحيى بلافرينتييف مجددًا، أخبره ببساطة أنهم ينفون اعتقالها.
- أطلق مكتب الديمقراطية وحقوق الإنسان والعمل التابع لوزارة الخارجية الأمريكية حملةً لدعم السجناء السياسيين حول العالم بعنوان "بلا قضية عادلة". تهدف الحملة إلى تسليط الضوء على تزايد جهود الأنظمة الاستبدادية لقمع المعارضة وقمع الحريات السياسية في العديد من دول العالم، بما فيها سوريا، ومشاركة قصص بعض الأفراد المسجونين لممارستهم حقوقهم الإنسانية. تشارك رانيا العباسي وعائلتها في حملة أطلقتها وزارة الخارجية الأمريكية لدعم السجناء السياسيين.[10]

## روابط خارجية
- هذه المقالة لا تملك بيانات على ويكي بيانات